# Ostružná
Ostružná település Csehországban, a Jeseníki járásban. Ostružná Jindřichov, Bělá pod Pradědem, Lipová-lázně, Branná és Staré Město településekkel határos. Lakosainak száma 171 fő (2024. január 1.).

## Népesség
A település lakosságának változását az alábbi diagram mutatja:
| Lakosok száma | 1071 | 1011 | 874  | 403  | 143  | 154  | 174  | 156  | 171  | 171  |
|               | 1869 | 1890 | 1921 | 1950 | 1980 | 2001 | 2017 | 2019 | 2022 | 2024 |